# SS Monterey (1897)
El Monterey fue un buque de vapor con aparejo de goleta de carga construido en 1897 por Palmer's Ship Building & Iron Co. de Jarrow para Elder, Dempster & Co. de Liverpool, para prestar servicio en sus rutas transatlánticas.

## Hundimiento

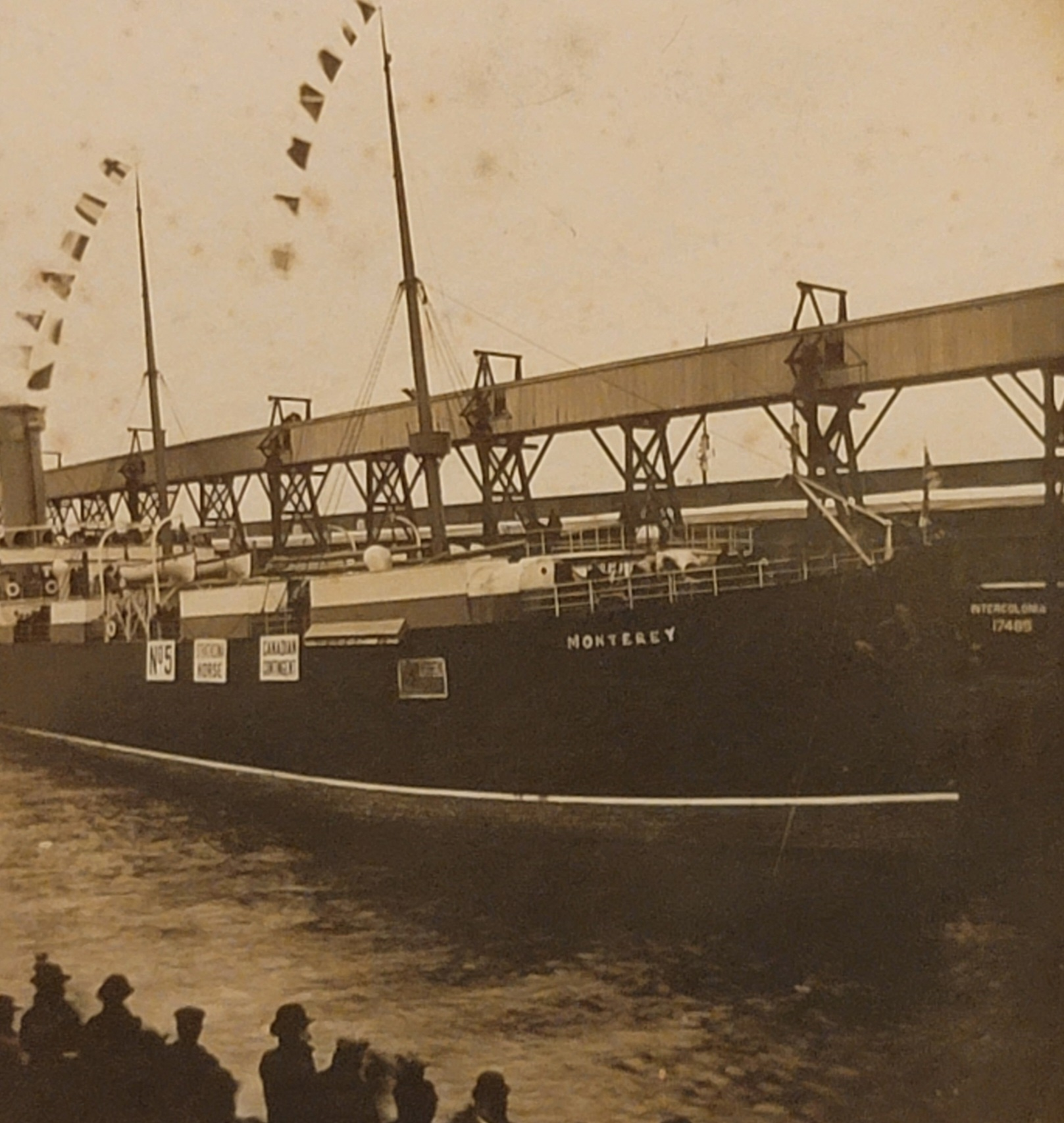
El Monterey en Halifax cargado con soldados canadienses con destino a Sudáfrica para servir en la segunda guerra bóer, en torno al año 1900.

El Monterey zarpó de Bristol para su último viaje el 24 de junio de 1903 y llegó a Montreal el 5 de julio. Después de descargar, subió a bordo su carga habitual, consistente en 1.043 cabezas de ganado, 88.115 fanegas de trigo, grandes cantidades de queso, mantequilla, harina, madera, etc. y partió a las 06:30 del 11 de julio con destino a Bristol y Liverpool. Estaba al mando del capitán Robert O. Williams y contaba con una tripulación de 68 hombres, 43 ganaderos y un pasajero a bordo. Tras dejar a su piloto en Father's Point hacia las 07:25 del 12 de julio, continuó su viaje por el río San Lorenzo. En la mañana del 13 de julio, el capitán calculó la posición del barco por estima a unas 65 millas al noroeste del cabo Ray. A primera hora de la tarde empezó a haber niebla y ordenó cambiar el rumbo hacia el sur. A las 19:10 el barco se encontraba a unas 29 millas al sur del cabo Ray. En este punto se volvió a tomar la demora y se ajustó de nuevo el rumbo a uno más oriental, por lo que, según la estimación del capitán, el buque se alejaría de la Punta de la Placa unas 11 millas. El buque continuó siguiendo el rumbo fijado y hacia las 22:00 la niebla se disipó. A las 03:45 del 14 de julio se divisó un gran banco de niebla en línea recta, pero el capitán Williams estimó que la visibilidad era de unas 5 millas. Se midió la profundidad y resultó ser de 60 brazas.
Alrededor de las 04:30 se produjo una espesa niebla y el segundo oficial alertó al capitán de este hecho. El capitán Williams subió a cubierta y ordenó parar las máquinas. El Monterey navegaba a unos 12 nudos en ese momento. Hacia las 04:50, el segundo de a bordo divisó de repente unas rompientes y ordenó poner las máquinas en marcha atrás, pero ya era demasiado tarde, ya que el barco encalló en las rocas a un cuarto de milla al sur del faro de Plate Point, en la isla de Petite Miquelon, y se quedó varado. Se examinó el barco y se determinó que tenía fugas en los tanques de lastre primero y segundo, que contenían agua dulce para el ganado de a bordo, y en la bodega nº 1. El 15 de julio se intentó salvar el barco. El 15 de julio se intentó reflotar el buque en marea alta por sus propios medios, pero fracasó. Pronto se inundó la sala de máquinas, con agua que alcanzó los 18 pies de altura en marea alta, y se extinguieron los incendios. La tripulación empezó a descargar la carga para intentar salvarla, especialmente el ganado. Parte del ganado fue subido a bordo por dos pequeños vapores, el SS Argyle y el SS Grand Lake, que pasaron por allí, pero el resto tuvo que ser bajado del vapor a tierra. La mayor parte del ganado fue trasladado con éxito a tierra firme el 18 de julio, sin embargo, entre 200 y 300 cabezas subieron a las colinas y escaparon a la naturaleza, vagando por la isla durante varios meses después del desastre.
Debido a que el barco estaba muy dañado en el fondo, fue abandonado rápidamente y la operación de salvamento se concentró en extraer del vapor todo el equipo valioso posible.
El 28 de noviembre de 1903 se llevó a cabo una investigación sobre el naufragio y, como resultado, el capitán Williams vio suspendido su certificado durante seis meses por no verificar la posición del buque y continuar a toda velocidad en medio de una espesa niebla. Aparte de eso, la causa del desastre también se atribuyó a la fuerte corriente submarina presente alrededor de la isla de Miquelón, que el capitán Williams desconocía en el momento del incidente, y que llevó al buque demasiado al norte de su rumbo. El tribunal también abordó el problema de una sirena antiniebla que no funcionaba en el faro y formuló recomendaciones para el futuro. De hecho, la sirena no se oyó por primera vez hasta alrededor de las 07:00 horas del 14 de julio, dos horas después de que el buque encallara, y el cañón no se disparó hasta las 05:15 horas.